# Verdú
Verdú este o localitate în Spania în comunitatea Catalonia în provincia Lleida. În 2006 avea o populație de 1.027 locuitori.
Muzeul de Jucării și Automate din Verdú expune o colectie de mai mult de o mie de obiecte si este amplasat intr-un edificiu cu o architectura impozanta si spectaculoasă, care il transforma intr-unul din muzeele cele mai remarcate la nivel mondial pe aceasta tema.

## Personalități
- Pere Claver (1581-1654), misionar iezuit, patron al Drepturilor Omului